# South Fork (Wisconsin)
South Fork es un municipio del condado de Rusk, Wisconsin, Estados Unidos. Tiene una población estimada, a mediados de 2022, de 116 habitantes.

## Geografía
El municipio está ubicado en las coordenadas 45°36′30″N 90°44′46″O / 45.60833, -90.74611. Según la Oficina del Censo de los Estados Unidos, tiene una superficie total de 92.6 km², de la cual 91.8 km² corresponden a tierra firme y 0.8 km² están cubiertos de agua.

## Demografía
Según el censo de 2020, en ese momento había 115 personas residiendo en la zona. La densidad de población era de 1.3 hab./km². El 96.52% de los habitantes eran blancos. No había hispanos o latinos residiendo en la región.